# 萧县北站
萧县北站是徐兰客运专线东段郑徐客运专线和淮北至萧县北客车联络线的一个车站，2016年9月10日建成并投入使用。车站位于中国安徽省宿州市萧县圣泉乡农科所以东，距县城5公里。